# Selga
Selga is een geslacht van vlinders van de familie snuitmotten (Pyralidae), uit de onderfamilie Phycitinae.

## Soorten
- S. arizonella Hulst, 1900
- S. californica Neunzig, 1990